# Liste der Baudenkmale in Bergfeld
In der Liste der Baudenkmale in Bergfeld sind alle Baudenkmale der niedersächsischen Gemeinde Bergfeld aufgelistet. Die Quelle der  Baudenkmale ist der Denkmalatlas Niedersachsen. Der Stand der Liste ist der 14. Januar 2023.

## Allgemein
In den Spalten befinden sich folgende Informationen:
- Lage: die Adresse des Baudenkmales und die geographischen Koordinaten. Kartenansicht, um Koordinaten zu setzen. In der Kartenansicht sind Baudenkmale ohne Koordinaten mit einem roten Marker dargestellt und können in der Karte gesetzt werden. Baudenkmale ohne Bild sind mit einem blauen Marker gekennzeichnet, Baudenkmale mit Bild mit einem grünen Marker.
- Bezeichnung: Bezeichnung des Baudenkmales
- Beschreibung: die Beschreibung des Baudenkmales. Unter § 3 Abs. 2 NDSchG werden Einzeldenkmale und unter § 3 Abs. 3 NDSchG Gruppen baulicher Anlagen und deren Bestandteile ausgewiesen.
- ID: die Objekt-ID des Baudenkmales
- Bild: ein Bild des Baudenkmales, ggf. zusätzlich mit einem Link zu weiteren Fotos des Baudenkmals im Medienarchiv Wikimedia Commons. Wenn man auf das Kamerasymbol klickt, können Fotos zu Baudenkmalen aus dieser Liste hochgeladen werden:

## Bergfeld

### Gruppe: Ackerende 3
Die Gruppe hat die ID 33919516.

| Lage                         | Bezeichnung               | Beschreibung | ID       | Bild |
| ---------------------------- | ------------------------- | --- | -------- | ---- |
| 52° 32′ 47″ N, 10° 50′ 44″ O | Scheune                   | Eingeschossige traufständige Fachwerkscheune mit Quereinfahrt, tw. auf höherem Natursteinsockel unter Satteldach. Giebeldreieck mit Ziegelbehang.                                       | 33922404 | BW   |
| 52° 32′ 46″ N, 10° 50′ 41″ O | Scheune                   | | 33922358 | BW   |
| 52° 32′ 46″ N, 10° 50′ 42″ O | Stall                     | | 33922380 | BW   |
| 52° 32′ 47″ N, 10° 50′ 43″ O | Wohn-/ Wirtschaftsgebäude | Giebelständiges Vierständer-Hallenhaus unter Halbwalmdach. Wirtschaftsteil eingeschossig in Geschossbauweise mit mittiger Längseinfahrt, Wohnteil zweigeschossig in Stockwerksbauweise. | 33922336 | BW   |

### Einzelbaudenkmale
| Lage                                        | Bezeichnung               | Beschreibung | ID       | Bild |
| ------------------------------------------- | ------------------------- | --- | -------- | ---- |
| Ackerende 7 52° 32′ 49″ N, 10° 50′ 43″ O    | Wohnhaus                  | Zweigeschossiger traufständiger verputzter Massivbau mit Putzzierelementen auf hohen Putzquadersockel unter Krüppelwalmdach. Straßenseitiger Mittelrisalit mit vorgelagerter Freitreppe, von vier dorischen Säulen getragenes OG mit halbplastischen Skulpturen und abschließenden Zwerchhaus in Zierfachwerk.         | 33922431 | BW   |
| Hauptstraße 52 52° 32′ 46″ N, 10° 50′ 58″ O | Wohn-/ Wirtschaftsgebäude | Traufständiges Querdielenhaus in Fachwerk mit Ziegelausfachung und beidseitig abgewalmten Dach. Zweigeschossiger Wohnteil beidseitig einspringend und stockwerksbauweise abgezimmert, mit sichtbaren Deckenbalkenköpfen in Fassade. Giebeltrapez und Teil der Obergeschosswände im Wohnteil mit Linkskrempern behängt. | 33922455 | BW   |